# Kovácshida megállóhely
Kovácshida megállóhely egy Baranya vármegyei vasúti megállóhely, melyet a MÁV üzemeltetett Kovácshida településen, az áthaladó vasútvonal 2007-es bezárásáig.

## Vasútvonalak
A megállóhelyet az alábbi vasútvonalak érintik:
- Középrigóc–Villány-vasútvonal

## Kapcsolódó állomások
A vasúti megállóhelyhez az alábbi állomások vannak a legközelebb:
- Drávacsepely megállóhely (Középrigóc–Villány-vasútvonal)
- Harkány vasútállomás (Középrigóc–Villány-vasútvonal)

## Forgalom
A megállóhelyen és a rajta áthaladó vasútvonal egy szakaszán a vasúti forgalom 2007. március 4-ével megszűnt.

## Megközelítése
A megállóhely a község központjától mintegy 800 méterre északkeletre, külterületek között helyezkedik el, majdnem közvetlenül a falun áthaladó 5804-es út mellett, közúti megközelítését is az az út, illetve egy abból kiágazó, egészen rövid bekötőút biztosítja.